# Episodi di Grantchester (terza stagione)
La terza stagione della serie televisiva Grantchester è composta da sei episodi, anticipati da uno speciale natalizio della durata di 90 minuti.
Il 6 aprile 2016 il canale ITV annunciò il rinnovo dello spettacolo per una terza stagione. Il 23 maggio la produttrice Emma Kingsman-Lloyd della casa di produzione Kudos anticipò ai residenti di Grantchester che contestualmente sarebbe stato realizzato anche un episodio speciale per il Natale successivo, notizia ufficializzata dalla rete il 19 agosto.
Le riprese si sono svolte da settembre a dicembre 2016.
Nel corso di questa stagione la sceneggiatrice Daisy Coulam ha ricoperto anche il ruolo di produttrice esecutiva, mentre James Runcie quello di produttore associato.
Nel Regno Unito lo speciale natalizio è andato in onda su ITV il 24 dicembre 2016, mentre i restanti episodi sono stati trasmessi dal 23 aprile al 28 maggio 2017. In Italia, lo speciale natalizio e la terza stagione sono stati trasmessi dal 18 dicembre 2017 all'8 gennaio 2018.
| nº | Titolo originale  | Titolo italiano | Prima TV Regno Unito | Prima TV Italia  |
| -- | ----------------- | --------------- | -------------------- | ---------------- |
|    | Christmas Special | Speciale Natale | 24 dicembre 2016     | 18 dicembre 2017 |
| 1  | Episode 1         | Episodio 1      | 23 aprile 2017       | 25 dicembre 2017 |
| 2  | Episode 2         | Episodio 2      | 30 aprile 2017       | 25 dicembre 2017 |
| 3  | Episode 3         | Episodio 3      | 7 maggio 2017        | 1º gennaio 2018  |
| 4  | Episode 4         | Episodio 4      | 14 maggio 2017       | 1º gennaio 2018  |
| 5  | Episode 5         | Episodio 5      | 21 maggio 2017       | 8 gennaio 2018   |
| 6  | Episode 6         | Episodio 6      | 28 maggio 2017       | 8 gennaio 2018   |

## Speciale Natale
- Titolo originale: Christmas Special
- Diretto da: Edward Bennett
- Scritto da: Daisy Coulam

### Trama
Dicembre 1954. Un banchiere viene ucciso all'interno del suo ufficio la notte prima di risposarsi con una donna invisa ai figli di primo letto. Mentre Leonard organizza a suo modo la rappresentazione della natività con i bambini di Grantchester, Sidney è tormentato dai dubbi su come possa stare in piedi la sua relazione con Amanda. Quest'ultima, determinata a non tornare dal marito, ha trovato ospitalità presso sua zia Cece.
- Altri interpreti: Julian Glover (Albert Tannen)
- Ascolti Regno Unito: telespettatori 6.110.000[7]

## Episodio 1
- Titolo originale: Episode 1
- Diretto da: Tim Fywell
- Scritto da: Daisy Coulam

### Trama
All'interno della Chiesa del Santo Sepolcro di Cambridge viene ritrovato il cadavere di un medico, morto affogato. Nel frattempo inquietanti eventi occorrono al reverendo Chambers. Un colloquio con il nuovo arcidiacono induce Leonard ad uniformarsi alla morale corrente, mentre Sidney e Amanda proseguono nel loro anomalo e rischioso rapporto.
- Ascolti Regno Unito: telespettatori 6.950.000[7]

## Episodio 2
- Titolo originale: Episode 2
- Diretto da: Tim Fywell
- Scritto da: John Jackson

### Trama
Al termine di una partita di cricket tutti i partecipanti che hanno consumato birra si sentono male, ma la sorte è ancor peggiore per il giovane Zafar Alì, che muore. La vittima, originaria del Pakistan, stava intrattenendo una relazione con Annie Towler, una storia che i due cercavano di tenere nascosta a causa del palese astio razzista del padre della ragazza. Mentre Amanda sonda l'ipotesi di divorziare da Guy, Leonard prosegue la conoscenza di Hilary Franklin e Geordie le sue scappatelle con Margaret.
- Ascolti Regno Unito: telespettatori 5.750.000[7]

## Episodio 3
- Titolo originale: Episode 3
- Diretto da: Rebecca Gatward
- Scritto da: Daisy Coulam e Oliver Frampton

### Trama
Mentre si trovano all'ufficio postale, Leonard e Hilary sono testimoni di una rapina. Grazie a loro la polizia identifica un sospettato, solo per scoprire che l'uomo è morto da prima che il crimine sia stato commesso. Guy e Amanda cercano un modo per divorziare, mentre Geordie non riesce a tagliare i ponti con Margaret.
- Ascolti Regno Unito: telespettatori 6.270.000[7]

## Episodio 4
- Titolo originale: Episode 4
- Diretto da: Rebecca Gatward
- Scritto da: Daisy Coulam

### Trama
Alla fabbrica Garston viene rinvenuto il corpo di un'operaia. I proprietari ritengono che durante la notte la giovane donna abbia usato la struttura per appartarsi con un uomo e nel buio sia caduta nel vuoto. Geordie si accorge che la giovane non è ancora morta e prima di spirare riesce ad indicare a Sidney l'anulare. Le conoscenze dei Garston influenzano il caso e le conseguenze arrivano a travolgere le vite di diverse persone. Rientrando a casa dalla spesa, la signora Maguire si trova davanti il suo (presunto) defunto marito. Dopo la proposta di matrimonio fatta a Hilary, le cose per Leonard cominciano a non andare secondo i suoi piani.
- Ascolti Regno Unito: telespettatori 6.340.000[7]

## Episodio 5
- Titolo originale: Episode 5
- Diretto da: Rob Evans
- Scritto da: Jess Williams

### Trama
Presosi una pausa da Grantchester e dalla vita da vicario, Sidney fa tappa dall'ex marito della signora Maguire, che ha rintracciato in un insediamento rom. Durante la sua permanenza avviene un delitto alla vigilia di un matrimonio gitano.
- Ascolti Regno Unito: telespettatori 5.610.000[7]

## Episodio 6
- Titolo originale: Episode 6
- Diretto da: Rob Evans
- Scritto da: Daisy Coulam

### Trama
Settembre 1955. Sidney si apre con l'arcidiacono, esprimendo tutti i suoi dubbi riguardo all'istituzione ecclesiastica e preannunciando le dimissioni. All'annuncio delle nozze tra la signora Maguire e Jack, un bambino irrompe in chiesa raccontando di essere inseguito da un uomo, ma tutto fa pensare che si tratti di un'invenzione. Qualche tempo dopo il fratello scompare.
- Ascolti Regno Unito: telespettatori 5.790.000[7]